# Cabeção
Cabeção este o arie protejată (sit de importanță comunitară — SCI) din Portugalia întinsă pe o suprafață de 48.394,38 ha, integral pe uscat.

## Localizare
Centrul sitului Cabeção este situat la coordonatele 39°06′23″N 8°00′33″W / 39.1064°N 8.0091°V.

## Înființare
Situl Cabeção a fost declarat sit de importanță comunitară în iunie 1997 pentru a proteja 3 specii de plante și 14 specii de animale.

## Biodiversitate
Situată în ecoregiunea mediteraneană, aria protejată conține 22 de habitate naturale: Dune cu tufărișuri sclerofile Cisto-Lavenduletalia, Vegetație psamofilă uscată cu pășuni deschise de Corynephorus și Agrostis, Lacuri eutrofice naturale cu vegetație de tip Magnopotamion sau Hydrocharition, Iazuri temporare mediteraneene, Cursuri de apă de la nivel de câmpie la nivel montan, cu vegetație Ranunculion fluitantis și Callitricho-Batrachion, Râuri cu maluri nămoloase cu vegetație de Chenopodion rubri p.p. și Bidention p.p., Râuri mediteraneene cu debit permanent cu specii de Paspalo-Agrostidion și galerii riverane de Salix și de Populus alba, Râuri mediteraneene cu debit intermitent, cu specii de Paspalo-Agrostidion, Pajiști umede atlantice temperate cu Erica ciliaris și Erica tetralix, Pajiști uscate europene, Tufărișuri termo-mediteraneene și de pre-deșert, Pseudostepă cu ierburi și specii anuale de Thero-Brachypodietea, Dehesas cu Quercus spp. perene, Pajiști umede mediteraneene cu ierburi înalte de Molinio-Holoschoenion, Liziere de ierburi înalte hidrofile de câmpie și de nivel montan până la alpin, Păduri termofile cu Fraxinus angustifolia, Păduri aluvionare cu Alnus glutinosa și Fraxinus excelsior (Alno-Padion, Alnion incanae, Salicion albae), Păduri iberice de Quercus faginea și Quercus canariensis, Galerii de Salix alba și de Populus alba, Galerii și tufărișuri riverane sudice (Nerio-Tamaricetea și Securinegion tinctoriae), Păduri de Quercus suber, Păduri de Quercus ilex și Quercus rotundifolia.
La baza desemnării sitului se află mai multe specii protejate:
- plante (3): Euphorbia transtagana, Halimium verticillatum, Salix salvifolia subsp. australis
- păsări (6): pasărea ogorului (Burhinus oedicnemus), șerpar (Circaetus gallicus), erete cenușiu (Circus pygargus), Elanus caeruleus, acvilă pitică (Hieraaetus pennatus), gaia neagră (Milvus migrans)
- amfibieni (1): Discoglossus galganoi
- mamifere (3): vidră de râu (Lutra lutra), Microtus cabrerae, liliacul mic cu potcoavă (Rhinolophus hipposideros)
- pești (3): Chondrostoma polylepis, Cobitis paludica, Rutilus alburnoides
- reptile (1): Mauremys leprosa

Pe lângă speciile protejate, pe teritoriul sitului au mai fost identificate 12 specii de plante, 6 specii de amfibieni, 7 specii de mamifere, 1 specie de pești, 3 specii de reptile.